# ドラゴンクエストVII エデンの戦士たち

『ドラゴンクエストVII エデンの戦士たち』（ドラゴンクエストセブン エデンのせんしたち）は、2000年（平成12年）8月26日にエニックス（現：スクウェア・エニックス）より発売されたPlayStation（以下、PS）用ゲームソフト。ジャンルはロールプレイングゲーム（RPG）。
ドラゴンクエストシリーズの第7作目。移植作品を除けば、同シリーズのナンバリングタイトルで初めて任天堂以外のゲーム専用機向けに開発・発売された作品である。開発はハートビート、アルテピアッツァが担当した。キャッチコピーは「人は誰かになれる」。PSにおけるドラゴンクエストシリーズ第1弾。
タイトルロゴには船が描かれている。また、従来作品はタイトルロゴに数字が重なっていた（FC版の『III』を除く）が、この作品からロゴの下に数字が表示されるようになり、サブタイトルも一緒に表示されるようになった。この作品以降数字が重なった作品はGBC版『III』とPS版『IV』と『XI』のみである。
たった一つの島だけしか陸地が存在しないという世界が舞台となり、その島に住む主人公たちが、とあるきっかけから遺跡に潜り込んで不思議な石版のかけらを発見し、この石版のかけらを集めることによって見知らぬ土地に移動し冒険するという物語である。
対象ハードがPSになったのに伴い、グラフィックにはナンバリングタイトルで初の3Dポリゴンが採用され、ストーリー中の何か所かにはムービーが挿入されている。またモンスター図鑑、モンスターパークといったコレクションシステムや、多数のモンスター職の登場など、やり込み要素も増えた。
エニックスの発表によると、2000年8月28日午後12時の時点で売上は200万枚を越えたとのこと。秋葉原、新宿、渋谷、池袋など発売日の開店を待つ行列の客層は、10代後半から30代前半くらいが多く、中高生や親子連れの姿も目立っていた。
本作は日本のPlayStation用ソフト歴代出荷本数第1位を記録した。相乗効果でPS oneが通常の1.5倍に、メモリーカードは2倍に上昇していた。その反面、ソフトを購入した学生が、帰宅途中に若い男２人に暴力行為を受け、重傷を負う事件や、ソフトを買った学生が帰宅途中にミニバイクの男にひったくられるなど『ドラクエVII』が絡んだ強奪逃走事件が相次いでいた。また発売後には、本作を基にして漫画化、小説化、スピンオフ化も行われた。
北米では『Dragon Warrior VII』として2001年に発売された。
2013年2月7日にはニンテンドー3DS版が発売され、2015年9月16日にはAndroid版が配信され、同17日にはiOS版が配信された。以後、注釈がない場合はオリジナルのPS版について述べる。

## ゲームシステム
本作は重要アイテムである「ふしぎな石版」を集めることによってストーリーを進める形式がメインだが、それについての詳細は世界設定の節で述べる。

### 移動画面
移動画面はポリゴンを採用した俯瞰視点の3Dマップとなり、町やダンジョンでは、コントローラを使って視点を360度回転する機能、上空から広域を見渡す機能が追加された。視点を変えないと存在を確認できない宝箱や扉なども多数登場。ただし、キャラクターや建物以外の多くのオブジェ（木、花、持ち上げられる壷など）はポリゴンではなく2Dテクスチャとして表示される。主人公たちメインキャラクターは、本作からは斜め方向に移動できるようになったことから、前後左右と斜めの8方向のグラフィックが用意され、それ以外のキャラクターには前後左右の4方向のアングルのグラフィックが用意された。この手法は後のPS版『IV』やニンテンドーDSでのリメイク作品にも受け継がれている。
主人公たちの前に人がいないときに「はなす」のコマンドを使うことで、主人公に同行しているキャラクターと会話ができるようになった。メインキャラクター・サブキャラクターを問わず会話をすることができる。話をする仲間が誰かはランダムで、そのときの状況に合った話をする（話題が無い場合は「…」となる）。特定のタイミングで特定の条件を満たさないと聞けない話もある。また、壷や樽などを「べんりボタン」で持ち運んで投げることができるようになり、このアクションを生かしたダンジョンの謎解きも用意されている。
前作『VI』同様、イベントで夜のシーンになることはあるが、『III』-『V』に存在した昼と夜が切り替わるシステム（フィールド上の歩行もしくは呪文）は採用されていない。

#### 乗り物
本作では5種類の乗り物が登場する。
- 船 - 主にDISC1時に使用する。廃船になったアミット漁の漁船を主人公とキーファが修理したもの。乗り込むことで現代世界の海上を移動する。海賊船が使えるようになると登場しない。
- 魔法のじゅうたん - アイテム「魔法のじゅうたん」を使うことにより、平坦な地形の上を低空飛行する（岩山や山、森は通過できない）。現代世界でのみ使用可能で、石版の中の過去の世界では使えない。使おうとすると「しかし丸まったままだ」と表示され使用不能になり、シナリオを進められなくなる致命的なバグが存在する。
- 飛空石（ひくうせき） - 内部が空洞になっている、空を飛ぶ不思議な石。乗り込むことで現代世界の上空を地形に左右されることなく飛行する。天上の神殿から発進したときは速度が遅いが、1度降りて再度乗れば本来の速度に戻る。
- 海賊船 - キャプテン・シャークアイ率いる海賊団の巨大な双胴船。海賊のグループ名および船名は「マール・デ・ドラゴーン」。武器屋・防具屋などの多数の施設を備える。当初は大陸間を自動的に移動するだけだが、最終的には現代世界の海上を自由に移動できるようになる。この船に乗っているときの戦闘では海賊たちが戦闘に参加して援護砲撃などを行う。
- イカダ - 主に町やダンジョン内で使われる水上移動の乗り物であるが、あるイベント中ではフィールド上の移動手段として用いられる。PS版では水没したハーメリア周辺の大陸のフィールドの移動にも使われる。

この中で、船、飛空石、海賊船の3つの乗り物は、所有していれば移動呪文「ルーラ」を使った場合に移動した場所に対応する場所に自動的に移動する。

### パーティー
本作では、前作で存在した、戦闘に参加するメンバーを入れ替えるための馬車は登場せず、モンスターをパーティーに加えるシステムも廃止された（ただし、新要素の「モンスター職」により登場人物たちがモンスターの力を得ることは可能）。登場するメインキャラクターは主人公を含めて6人だが、シナリオの流れでパーティーメンバーが4人を上回らないように自動的に加入・離脱をするようになっているため、パーティーメンバーは基本的に3〜4人で固定。ただし、終盤ではメンバーが5人になるため、特定の場所で主人公以外のメンバー1人を任意に待機させられる。劇中では、前述の乗り物「飛空石」には4人までしか乗れないから、という理由が示される。
シナリオの進行に応じて、メインキャラクター以外のキャラクターが主人公たちに同行することがある。これらのキャラクターには戦闘に参加するものとしないものが存在する。戦闘に参加する場合、HPやMPは表示されず、命令もできないが、基本的に死亡することはない。しかし、メインキャラクターが全員死亡すると、サブキャラクターが生き残っていても全滅扱いになる。戦闘ではメインキャラクターたちとサブキャラクターは別のグループになっており、モンスターのグループ攻撃をメインキャラクターたちが受けた場合、サブキャラクターは攻撃を受けない（その逆も同様）。特技「しょうかん」「げんま召喚」で呼び出された精霊・幻魔も同様の扱いとなる（前述した戦闘に参加するタイプのサブキャラクターがいる場合は召喚できない。また、こちらはHPが限られており、死亡または戦闘終了によっていなくなる）。
なお、プレイヤーは支援系の呪文や特技を使用する際にこれらのサブキャラクターを対象指定することはできないが、AIに行動を任せるとサブキャラクターに対しても回復や支援を行ってくれるようになる。

### 職業・転職
前作『ドラゴンクエストVI』で採用された転職システムが継承された。本作での職業については後述。基本的なルールは前作と同じだが、以下の新要素が追加された。

#### 職歴
本作では職歴という要素が追加され、ステータス画面で職歴を見ることができるようになった。また、前職と現在の職業の両方の長所を生かした呪文や特技を習得できるシステムが新たに搭載された。転職後に現在の職業のレベルが★5つまで上がる（「いたについてきた」と表示される）か、前に一度やめた職業に再転職して、かつ再転職後に一定回数戦闘する（「カンがもどってきた」と表示される）かのいずれか条件を満たすことにより、新たな呪文・特技を習得できることがある。いずれのケースも前職・現職両方の職業レベルが★5つ以上であることが条件である。この際の転職の順序は順不同で、覚える呪文・特技は職業の組み合わせごとに定められているが、覚える呪文・特技のない組み合わせもある。

#### モンスター職
本作では人間職20種（基本職10種、上級職10種）のほか、モンスターの心（「スライムの心」「キメラの心」など）を手に入れることによって転職が可能となるモンスター職が34種存在する。モンスター職の中には人間職では覚えられない特技を習得できる職業もあり、モンスター職をマスターすると、フィールド上でのキャラクターの外見がそのモンスターの姿になる。
モンスターの心はモンスターを倒して入手するほか、宝箱から入手する、カジノの「ラッキーパネル」で入手するなどの方法がある。モンスターの心を持っているキャラクターのみが該当するモンスター職へ転職することができ、転職後はモンスターの心は消滅する。また、モンスター職でも人間職と同様、複数のモンスター職をマスターすることによって転職が可能となる中級職や上級職が存在する。

#### 職業一覧
基本職
戦士 - さまざまな剣技を身につける。ドラゴン斬り、まじん斬りなど。
武闘家 - 格闘特技を覚える。とびひざげり、まわしげり、かまいたちなど。
魔法使い - 初級から中級の攻撃系呪文を中心に覚える。メラミ、ベギラマ、ヒャダルコなど。
僧侶 - 回復・蘇生系呪文やバギ系を中心に覚える。ベホマ、ザオラル、バギマなど。
踊り子 - さまざまな踊りの特技を覚える。メダパニダンス、死のおどりなど。
盗賊 - 戦闘後に宝物を盗めるようになる。移動中に便利な特技を覚える。とうぞくのはな、しのびあし、レミラーマなど。
吟遊詩人 - 歌系特技を中心に覚える。めざめの歌、天使のうたごえなど。
船乗り - 海に関係ある特技を覚える。つなみ、あみなわなど。
羊飼い - 羊に関連する特技などを覚える。どとうのひつじ、ウールガードなど。
笑わせ師 - 遊び系特技を中心に覚える。ぼけ、つっこみ、くすぐりの刑、へんてこ斬りなど。
上級職
バトルマスター - 戦士と武闘家をマスターすると転職できる。打撃系特技を覚える。熟練すると会心の一撃が出やすくなる。
魔法戦士 - 戦士と魔法使いをマスターすると転職可。属性付き剣技などを覚える。
賢者 - 魔法使いと僧侶をマスターすると転職可。上級の攻撃呪文や役立つ補助呪文などを覚え、熟練すると呪文の消費MPが少なくなる。
パラディン - 武闘家と僧侶をマスターすると転職可。熟練すると打撃一撃で相手の息の根を止めることがある。
魔物ハンター - 盗賊と羊飼いをマスターすると転職可。熟練するとモンスターをなつかせやすくなる。また、パーティー内にこの職業がいなければモンスターパークへ送れないモンスターもいる。なお、従来のシリーズの魔物使いとは異なり、モンスターを仲間にすることはできない。
海賊 - 船乗りと盗賊をマスターすると転職可。戦闘後に宝物を盗めるようになる。
スーパースター - 踊り子と吟遊詩人と笑わせ師をマスターすると転職可。踊り系の特技などを覚える。敵が時々見とれるようになる。
ゴッドハンド - バトルマスターとパラディンをマスターすると転職可。熟練すると最強の攻撃特技も覚えるほか、全体回復呪文も習得できる。
天地雷鳴士 - 賢者とスーパースターをマスターすると転職可。強力特技を覚える他、呪文の消費MPが少なくなる。さらに、幻魔を戦闘に参加させることができる「げんま召喚」という特技を唯一習得する。
勇者 - 究極の職業。ほかの上級職3つをマスターすることにより転職できるほか、「ゆうしゃの心」があればそれだけでも勇者になれる。主人公のみ上級職1職をマスターすれば転職可能になる。雷系強力呪文や特技を覚える。職業レベルが上がると戦闘中1ターンごとにHPが回復するようになる。3DS版では、全体を全回復する呪文である「ベホマズン」を習得する。
|          | バトルマスター | 魔法戦士 | 賢者 | パラディン | 魔物ハンター | 海賊 | スーパースター |
| 戦士     | ◯              | ◯        |      |            |              |      |                |
| 武闘家   | ◯              |          |      | ◯          |              |      |                |
| 魔法使い |                | ◯        | ◯    |            |              |      |                |
| 僧侶     |                |          | ◯    | ◯          |              |      |                |
| 盗賊     |                |          |      |            | ◯            | ◯    |                |
| 羊飼い   |                |          |      |            | ◯            |      |                |
| 船乗り   |                |          |      |            |              | ◯    |                |
| 踊り子   |                |          |      |            |              |      | ◯              |
| 吟遊詩人 |                |          |      |            |              |      | ◯              |
| 笑わせ師 |                |          |      |            |              |      | ◯              |
| -------- | -------------- | -------- | ---- | ---------- | ------------ | ---- | -------------- |
モンスター職
初級モンスター職 - 心の入手によってのみ転職することができる。心は、戦闘に勝利した後に確率でドロップするものや、カジノやちいさなメダルの景品で入手できるものに分かれる。
スライム、くさった死体、エビルタートル、おどる宝石、はなカワセミ、キメラ、ホイミスライム、リザードマン、ばくだん岩、リップス、サンダーラット、ミミック、バーサーカー、ダンビラムーチョ
中級モンスター職 - 初級モンスター職および中級モンスター職のマスター、または心の入手によって転職することができる。
アンドレアル、のろいのランプ、ギャオース、ヘルバトラー、コスモファントム、ドラゴスライム、フライングデビル、ゲリュオン、死神きぞく、プロトキラー、ゴーレム、いどまじん
上級モンスター職 - 中級モンスター職のマスター、または心の入手によって転職することができる。なおPS版では「デスマシーンの心」と「エビルエスターク心」は没アイテムは存在しない。
ダークビショップ、まじんブドゥ、ローズバトラー、ギガミュータント、プラチナキング、エビルエスターク、にじくじゃく、デスマシーン
|                  | ドラゴスライム | ゲリュオン | ゴーレム | いどまじん | のろいのランプ | 死神きぞく | ギャオース | フライングデビル |
| スライム         | ◯              |            |          |            |                |            |            |                  |
| リザードマン     | ◯              | ◯          |          |            |                |            |            |                  |
| ダンビラムーチョ |                | ◯          |          |            |                |            | ◯          |                  |
| ばくだん岩       |                |            | ◯        |            |                |            |            |                  |
| バーサーカー     |                |            | ◯        | ◯          |                |            |            |                  |
| ミミック         |                |            |          | ◯          | ◯              |            |            |                  |
| くさった死体     |                |            |          |            | ◯              | ◯          |            |                  |
| ホイミスライム   |                |            |          |            |                | ◯          |            |                  |
| おどる宝石       |                |            |          |            |                | ◯          |            |                  |
| リップス         |                |            |          |            |                |            | ◯          |                  |
| エビルタートル   |                |            |          |            |                |            | ◯          | ◯                |
| キメラ           |                |            |          |            |                |            |            | ◯                |
| はなカワセミ     |                |            |          |            |                |            |            | ◯                |
| ---------------- | -------------- | ---------- | -------- | ---------- | -------------- | ---------- | ---------- | ---------------- |
|                  | アンドレアル | プロトキラー | コスモファントム | ヘルバトラー | ローズバトラー[注 2] |
| ゲリュオン       | ◯            |              |                  |              |                      |
| サンダーラット   | ◯            | ◯            |                  |              |                      |
| ゴーレム         |              | ◯            |                  |              |                      |
| いどまじん       |              |              | ◯                |              | ◯                    |
| リップス         |              |              | ◯                |              |                      |
| フライングデビル |              |              |                  | ◯            |                      |
| おどる宝石       |              |              |                  | ◯            |                      |
| はなカワセミ     |              |              |                  |              | ◯                    |
| ---------------- | ------------ | ------------ | ---------------- | ------------ | -------------------- |
|                  | ギガミュータント | デスマシーン | まじんブドゥ | ダークビショップ | にじくじゃく |
| アンドレアル     | ◯                |              |              |                  |              |
| ギャオース       | ◯                |              |              |                  |              |
| ゴーレム         |                  | ◯            |              |                  |              |
| プロトキラー     |                  | ◯            |              |                  |              |
| のろいのランプ   |                  |              | ◯            |                  |              |
| ヘルバトラー     |                  |              | ◯            |                  |              |
| コスモファントム |                  |              |              | ◯                |              |
| 死神きぞく       |                  |              |              | ◯                |              |
| フライングデビル |                  |              |              |                  | ◯            |
| ローズバトラー   |                  |              |              |                  | ◯            |
| ---------------- | ---------------- | ------------ | ------------ | ---------------- | ------------ |
上級モンスター職に就くためにマスターの必要がある中級モンスター職と上級モンスター職
エビルエスターク - アンドレアルとデスマシーン
プラチナキング - ドラゴスライムとエビルエスターク

### 戦闘
戦闘は従来と同じくターン制によるシステムであり、『ドラゴンクエストIV』より登場したAI戦闘を継承している。従来の作品ではパーティー全員に1つの作戦が適用されたが、本作からは各キャラクターごとに個別に指定できるようになった。それに伴い、「みんながんばれ」は「バッチリがんばれ」に名称が変更されている。なお、そのほかの作戦は前作と変わっていない。
モンスターは前作と同様に行動時にアニメーションをするが、2Dテクスチャで表現される。戦闘画面の背景にはポリゴンが使用され、使用した呪文や特技、行動するモンスターによってはカメラアングルが一時的に変化する演出が取り入れられた。
本作から、戦闘中の補助系呪文は数ターン経過すると効果が消える仕様となった。そのため、効果を持続させるにはこまめに呪文をかけ直さなければならない。また、麻痺状態も数ターン経過により自然に治るようになり、全員が麻痺しても全滅とはならなくなった。
ターンの最初のコマンドには「たたかう」「さくせん」「にげる」に加えて「はなす」が追加され、このコマンドを使うと、移動中と同じように仲間に話しかけることができる。ただし、戦闘を進めずに数度連続して会話をすると敵がしびれを切らして襲い掛かってくる。この機能は本作独特のもので、以降の作品にはニンテンドー3DS版の本作でも継承されていない。また、本作では999匹以上倒した敵がいる戦闘を×ボタンによりキャンセルができる。
本作からは、敵の攻撃アニメーションは敵の攻撃SEの後に実行される形式に統一された。

### やりこみ要素・ミニゲーム
以下に挙げる項はストーリーには関与せず、無視してもゲームをクリアすることは可能である。ただしクリア後の隠しダンジョンへ行く場合は、石版の入手のためにある程度やり込む必要があるものもある。
移民の町
世界各地に現れる移住希望者を老人「シム」のもとに集めて、新たな町を発展させることができる。町が徐々に発展するイベントは『ドラゴンクエストIII』にも存在するが、『III』では住人が自動的に増加していくのに対し、本作では主人公たちが住人を集めることによって町を発展させていく。
主に町の宿屋や教会などに出現する移住希望者に話しかけると、そのキャラクターを移民の町に送ることができる。移住希望者にはさまざまな種類のキャラクターが存在し、人間以外に動物の移住希望者もいる。
人口が5人増えるごとに1段階発展し、8段階目で通常の町の最終形態となる。さらに特定の種類のキャラクターを一定人数以上集めると特別な町（全4パターン）を作ることができ、ほかの場所では手に入らないようなアイテムを入手できる。
町がレベル2以上となると町に命名でき、移民の町のそばに「シムじいさんの家」が出現する。シムじいさんの家では、住民の入れ替えが必要なときに不要な住民を町から出したり、他のメモリーカードの冒険の書とキャラクターの交換を行ったりすることもできる。
モンスターパーク
「まもののエサ」を入手していると、戦闘後にモンスターが起き上がる（なつく）ことがあり、そのモンスターを「モンスターパーク」へと導くことができる。モンスターを起き上がらせるにはただ戦うだけでなく、「まものならし」の特技や「ほねつきにく」などの肉を使う必要がある。
モンスターパークは10のエリアがあり、各モンスターごとに暮らすエリアが決まっているが、最初から用意されている「草原」以外のエリアは対応する「まものせいそく図」を入手することによって作成される。モンスターパークに全てのモンスター（280匹）を集めると、褒美としてアイテムが貰える。また、小屋（最大5軒）には、プレイヤーが指定したモンスターを1軒につき24匹まで集めることができる。
モンスター図鑑
今までに戦ったモンスターのデータを閲覧できる初登場のシステム。ボス敵を含め一度でも新しいモンスターと出会えば、その時点でそのモンスターが図鑑に記録されるが、一部掲載されないモンスターも存在する。
掲載されるデータは各モンスターのグラフィックと倒した回数、取得したゴールド（貨幣）・経験値・アイテムなど。ボタンを押すことでモンスターのアニメーションを見ることもできる。
完成させると褒美としてアイテムが手に入る。
世界ランキング協会
「ちから」「かしこさ」「かっこよさ」の3部門でステータスの高さを競う。「ランキング協会本部」でキャラクターを登録すると、その時点でのステータスがランキングに反映され、30位以内に入ればボードに名前が掲載される。いずれかの部門で第1位を取ると賞品が貰える。
カジノ
専用のコインを購入してミニゲームに挑戦し、獲得したコインを景品に交換できる。前作に登場したスロットマシン、ポーカーに加え、神経衰弱方式の「ラッキーパネル」が登場。
「ラッキーパネル」はコインを増やすゲームではなくアイテムを獲得することが目的のゲームであり、一定回数以内で全パネルを当てればパネルに隠されていたアイテム3点が手に入る。ゲームを始める前に、6枚のパネルの絵柄を見ることができる。
ちいさなメダル
世界のどこかにある「メダル王の城」に住むメダル王のもとに「小さなメダル」を持っていけば、累計枚数ごとに褒美としてアイテムがもらえる。基本的には『VI』などと同様のシステム。なお、その他のナンバリングと違い、本作にはちいさなメダルをドロップするモンスターが存在しない。また、特定の時期でしか入手できないちいさなメダルもある。

### その他
本作からセーブデータ選択ウィンドウとステータスウィンドウに、ゲームスタートからの通算プレイ時間が時・分単位で表示されるようになった。また、アイテムを店に売る時の売値が、買値の75%から同50%に変更された。以降の作品でも、リメイク版『IV』と『VI』、売価が随時調整される『X』以外は同様の仕様となる。
本作では、一部のアイテム、モンスター、特技の文字表記が漢字表記になった（「おどる宝石」「どくけし草」など）。

## 世界設定
本作のストーリーは他のドラゴンクエストのナンバリング作品のいずれとも直接的には無関係で、別の世界・シナリオとなっている。また、ほかのドラゴンクエスト作品と比較してシナリオは長大であり、A4サイズの文書16,000ページ分に及ぶ。スタート時に島が一つだけという設定となったのは、過去の作品で世界が肥大化してきていたので本作は一つの島で物語を始めようという堀井の発想によるものである。
本作では、ゲームを始めたときに主人公たちの住む現在の世界にあるのは「エスタード島」1つだけで、他の陸地はすべて封印されている。しかし、後述の「ふしぎな石版」を台座に揃えて過去の時代の地方に行き、過去の時代でのイベントをクリア（過去の世界には必ず封印の鍵となる事象、あるいは封印の鍵となっている魔物がいる）して封印を解けば、現在においてその地方の陸地が出現する。
地形は過去と現在でほとんど変わらない箇所もあるが、一方で時の流れにより、現在では過去には無かった建造物などが出現していたり、逆に過去に存在した町やダンジョンなどが消滅していたりするなど、状態が大きく変化していることもある。
過去のフィールドマップは、世界自体は繋がっているものの、他地域への移動手段がない（過去の世界では移動呪文「ルーラ」や道具「魔法のじゅうたん」などは使えない）ため、一部に存在する徒歩で移動できる地域間以外は現在に戻らずに他地方へ移動することは不可能である。過去から現在へ戻る時は、フィールドマップ上の「旅の扉」を用いる。また、リートルード経由でグリンフレークに行った時、レブレサックとプロビナの黄金の女神像、コスタールでのアイラの台詞などから分かるように、登場する過去の世界の時代は一定の時期ではない。ある過去の地域で登場した人物・事象が、別の過去の地域に登場・影響している場合もある。その地域での主要なイベントを終了させた後、しばらく冒険を進めた後に再来訪するとある程度年月が経過していることがある。
現在の世界は、物語中盤までは平和な世界であるため、陸上で魔物がまったく出現しない（海上やダンジョン内では出現する）。しかし、終盤になり魔王が現在の世界に出現すると現在でも陸上で魔物が出現するようになり、海上のモンスター分布も変化する。

### ふしぎな石版
本作のストーリーを進めるうえで欠かせないアイテムが「ふしぎな石版」である。「ふしぎな石版」（以下「石版」）とは地図の柄が描かれた石版のかけらのことであり、黄・赤・緑・青の4色があり、ゲーム中では「ふしぎな石版黄」のように表されるが、1つ1つそれぞれ違う形をしている。宝箱などのほか、イベントや戦闘などさまざまな場所・方法で手に入る。
手に入れた石版は、エスタード島にある「なぞの神殿」にある台座にパズルのピースのようにはめ込むことができる。台座は石版の色と対応した黄と赤がそれぞれ5つ、緑と青がそれぞれ4つあり、はめ込む台座と位置は石版1枚ごとに定められている。そして一つの台座が石版ですべて埋まると、石版の絵柄が1地方の地図となり、その地方の過去に移動する。一度石版が揃った台座は、光が消えていない限り、調べることにより何度でも過去を訪れることができる。
また、4色の石版のほかに、主にゲーム終盤で用いられる「ふしぎな石版?」も存在する。これは地図の代わりに紋章や本ゲームのロゴなどが描かれた石版であり、「なぞの神殿」以外の場所の台座にはめ込むものもある。

### 国家・都市・建造物など
- 4精霊および神との関連の深い場所
  - エスタード島 - 世界の中心にある島。魔王の封印を逃れて唯一世界に残っている。かつては無人島だったという。
    - グランエスタード - 島の北西にある。エスタード島の城と城下町。バーンズ王が治めている。城下町から地下道を通ると物知りじいさんの家がある他、時空を越える宝箱も存在する。
    - フィッシュベル - 島の南にある。エスタード島にある漁師の村。主人公の家とマリベルの家があり、冒険のスタート地点である。年に一度、「アミット漁」という祭事が行われている。海岸沿いには洞窟があり，序盤で何度か訪れることになる。
    - 遺跡 - エスタード島のほぼ中心にある“禁断の地”と呼ばれている遺跡。水の精霊が眠る「七色の入り江」に通じる地下通路もある。地下深くにあるなぞの神殿には石版の台座が並んでおり、4人の精霊が眠る場所に通じる旅の扉もある。PS版ではなぞの神殿にたどり着くまでは様々な謎を解いて進む必要があり、初のダンジョンにしては相当な難易度・長さである。
    - 木こりの家 - フィッシュベルの西にある小屋。最序盤は訪れる必要はないが、しばらくしてから訪れることが必須となる。

  - エンゴウ - 火山のふもとにある町。占い師パミラが住み、また伝統行事「ほむら祭り」が行われる。火山（炎の山）には、炎の精霊が眠っている。ストーリー中、来訪する必要のあるイベント回数が最も多い。
  - 炎の山 - エンゴウの北にある火山。序盤はただのダンジョンとして登場するが、終盤になると重要な場所となる。
  - 砂漠の城 - 東の大陸にある砂漠の国の城。女王フェデルが治めていたが、魔物に占拠された。現在では女王・ネフティスが治める。城の南東には砂漠の民が暮らす砂漠の村がある。
    - 大地の精霊像 - 大地の精霊を祭った巨大な石像（スフィンクス）。魔王の手先によって「魔王像」に作り変えられ、その後崩壊し、砂漠の民によって再建される。地底には逆三角形のピラミッドが作られる。ピラミッドへの道は普段は閉ざされており、必要となったときに砂漠の城の女王により開かれる。

  - 聖風の谷 - 翼で自在に空を飛べる民族「リファ族」の暮らす村。川の両側の崖に集落があり、川にはつり橋が架かっている。現在では地上に住むリファ族の翼は失われるが、はるか上空の始祖たちの村には現在でも翼の生えたリファ族が暮らしている。聖風の谷から北の方角には、風の精霊が祀られているリファ族の神殿がある。
    - 風の塔 - 現代の聖風の谷の南東にそびえる塔で、最上階には始祖たちの村への足がかりとなる祭壇がある。内部には天然の洞窟をくりぬいたようなフロアも存在する。なお、見張りの兵士によれば「相当昔からあった」らしいが、過去の時代にはそれらしき建造物は存在せず、建造された具体的な時期は明らかにされていない。

  - ユバール族の休息地 - 旅の民族ユバール族の野営地。ユバール族は常に旅をしているため、過去・現在とも一定期間しか設営されない。この休息地から西方には神を祭った神の祭壇の湖があるが現代においては当初は復活していない。
  - メザレ - 小島にある町。神の兵の子孫たちが暮らしており、伝説の英雄にまつわる話が語り継がれている。ダーマ神殿復活時に一緒に復活し、過去の時代ではこの島に該当する地域を訪れる機会はない。
  - コスタール - 南にある王国で、生まれたばかりの赤ん坊が魔物に変わってしまう呪いがかけられていた。水の精霊を信仰する海賊団マール・デ・ドラゴーンと手を組み、海軍の代わりとしていた。東の洞窟に暮らすホビット族との関係が悪化していたが、後に和解し、コスタールの城は洞窟内に移転。元の城はカジノに改装される。北の灯台ではエンゴウからもたらされた聖なる炎が灯る。
  - 天上の神殿 - 空中に浮かぶ神殿。東西南北の4つの神殿から構成されるが、2つは地上に落下した。聖なる湖への石版の台座がある。
- そのほかの国家・都市
  - ウッドパルナ - かつて英雄パルナによって救われた村だが、魔物によって女性たちを人質にされ、命令により自分たちの手で村を荒廃させざるを得なくなった。後に「ハンクの塔」が建てられ、現代においては村の名前の由来が忘れさられている。
  - ダイアラック - 「灰色の雨」によって滅ぼされた小島の町。後に町の中央の石柱だけ残り、そこに移民の町が作られることになる。
  - オルフィー - デス・アミーゴの呪いによって人間と動物が入れ替わった町。以前にデス・アミーゴから町を守った白いオオカミの伝説があり、後に動物感謝祭が行われるようになる。北方には大富豪ブルジオの豪邸がある。
  - フォロッド - 南東の大陸にある王国。からくり兵の侵略に悩まされ、城の東にあるフォーリッシュの町は、要塞のようなつくりになった。現在では、からくり人間の研究が盛んになる[注 3]。城や町の中ではからくり掃除機が活躍する。その後、ある事件によりフォロッド城、フォーリッシュの人々が1人残らず消えてしまう。
  - グリンフレーク - ハーブ園の町。あめふらしによる「灰色の雨」による被害を受けている。後の時代には東の山の麓にペペの手によって作られたメモリアリーフ というハーブ園が、山頂にはギュイオンヌ修道院があり、グリンフレークは廃れる。
  - ダーマ神殿 - 職を司る神殿。魔王の手先によって占拠され、騙されて呪文・特技を奪われた者たちが南にあるふきだまりの町に暮らす。神殿奪回後はふきだまりの町は廃れ、現在では廃墟と化すが、近くの洞窟に山賊が住み着く。
  - クレージュ - 神木（世界樹）の近くにある村。井戸に邪悪な毒物が混入され、それを飲んだ村民たちが「魔王」を名乗り悪行を繰り返す事件が起きる。後に水路と井戸が増え、町へと発展し、ブルジオの別荘とせかいじゅのしずく屋もできる。
  - リートルード - 建築家バロックの建てた時計塔がある町。タイムマスターによって時間を巻き戻され、いつまで経っても次の日にならず予定されている橋の開通式が行われない現象が発生している。現在ではブルジオの別荘と世界ランキング協会がある。
  - ハーメリア - PS版では大洪水による水没被害を受ける町。現在では学者のアズモフが住んでいる。過去ではハーメリアの周辺にアボンとフズの村があるが、現在では2村とも存在しない。アボンの村があった場所付近にメダル王の城が建てられている。
  - ルーメン - 悪魔の食人植物・ヘルバオムに襲われ、さらに魔王の手先によって乗っ取られる前途多難な町。主人公たちは3度この町を救いに行くことになるが、最後は主人公たちの選択によって町の運命が変わる。救った場合は、のちに虫の魔物「チビィ」が英雄として名を残す。
  - マーディラス - 魔法の国。兵力強化によって、剣術の国である隣国ラグラーズとの戦争に勝利した。後に音楽の国となる。なお、ラグラーズは後にマーディラスに吸収される。周辺にはマーディラス大神殿があり、トゥーラ弾き大会もここで行われる。
  - プロビナ - ラグラーズからの侵攻を恐れる山のふもとの村。洞窟を抜けて山頂へ行くと、黄金の女神像が祭られた教会がある。
  - レブレサック - 森に囲まれた村だが、神父が魔物の姿にされる事件が起こる。後に偽りの歴史が語り継がれることになる。
- 魔王の居城
  - 魔空間の神殿 - 過去の世界にある魔王の居城。
  - ダークパレス - 神の城クリスタルパレスの直下から姿を現す現代世界の魔王の居城。クリスタルパレスは静まり返り、地下にはグロテスクな迷宮が広がる。途中の祭壇からは使用するアイテムにより4つの迷宮に分かれる。

## ストーリー
ゲーム開始時、主人公たちの住む世界は、エスタード島と呼ばれる魔物のいない平和な小さな島がひとつあるだけ。主人公と城の王子キーファが“禁断の地”と呼ばれる神殿を好奇心で探検し始めたことから物語が始まる。主人公たちはふしぎな石版のかけらを発見し、その後彼らとマリベルの3人で、神殿のひとつの台座の石版を完成させる。
すると3人は、魔物の徘徊する闇に包まれた見知らぬ世界へ飛ばされる。その世界に巣くうボスを倒して村を救い、旅の扉からエスタード島に戻ると、エスタード島のすぐ北に新たな島が出現する。その島の人々の話を聞くと、石版を揃えて行った世界が実は「過去の世界」であることが判明する。
主人公たちはこの後、同じように石版を集めていき、別の地の過去を訪れ、同様にして陸地を出現させていく。すべての大陸と「天上の神殿」を復活させた主人公たちは、「魔空間の神殿」に乗り込み魔王を倒す。現代世界で「神の祭壇の湖」が復活し、ここでDISC1が終わる。
DISC2では、それまで平和であった現在世界において、エスタード島などいくつかの陸地が過去と同様に封印され、主人公たちは大陸を復活させるために「4人の精霊」を目覚めさせる。そして大陸復活後、主人公たちは「現在の世界」を救うため、魔王との最終決戦に挑む。

## 登場人物
この節ではゲーム内で語られる設定を中心に述べる。
本作のキャラクターデザインの特徴として、頭身が小さくなり、彩色がアナログ調からCG塗りに変更されるなど、従来の『ドラゴンクエストIV』『V』『VI』とは趣の異なったものとなっている。

### 主要人物
以下の6人は物語内でパーティーに加わる人物である。ダーマ神殿到着前に離脱するキーファを除き、5人はダーマ神殿で転職できる。
主人公
本作の主人公。エスタード島の漁村フィッシュベルに住む16歳の少年。
漁師・ボルカノとその妻・マーレの息子であり、自身も漁師を目指している。左腕には水の精霊の紋章が刻まれており、その力により普通の人間には理解できない文字を読んだり、海上に旅の扉を出現させることもできる。
コスタールなどでのイベントの内容から実父はシャークアイであり、神様の力により過去から現在に時代を超えて移ってきたと解釈できる。
PS版の公式イラストでは小さなトカゲが手の上に乗っているが、ゲーム中ではオープニングムービーにほんの少し登場するのみである。
戦闘能力値はとくにHPとちからの伸びがよく、ほかの数値もバランスよく成長していく。しかし、プレイ中盤までのレベルの上がり方は一番遅い。
マリベル
声 - 悠木碧（ヒーローズII、ライバルズ）
フィッシュベルの網元・アミットの娘で、主人公とは同い年の幼なじみである少女。
我がままかつ好奇心旺盛なお転婆お嬢様で、アミット漁の際にはこっそりと漁船の中に忍び込む大胆な行動をとる。仲間外れになるのを嫌い、どんなことにも介入しようとする。主人公とキーファが遺跡の探検をしていることを知り、成り行きで2人に同行することになる。
かなりの毒舌家ではあるが、暗い出来事には心を痛め、何かと心労が絶えずにいたりと根は優しい。また台詞の節々に主人公に気があることを匂わせるものがある。
父の病気により一度パーティを離れるが、エスタード島が封印されたときに再び主人公の仲間に加わる。
戦闘能力値はMPやかしこさ、すばやさが高いが、HPやちからはパーティ中もっとも低い。
堀井雄二は「『ドラクエVII』ではじめて、仲間のセリフを採用した。それで女の子の仲間（マリベル）も作ったけど、ただカワイイだけじゃつまらないからって、ボロクソに言ってくるような設定にしたんだよ」と語っている。また、それに対して齊藤陽介は「まだツンデレなんていう言葉がなかった時代にアレは、インパクトありましたね（笑）」と語っている。
キーファ・グラン
声 - 宮野真守（ライバルズ）
グランエスタード王国の王子で、主人公とは物心ついた頃からの親友同士である18歳の少年。
冒険好きで、物語が始まる前から父のバーンズに内緒で主人公と遺跡を探検している。好奇心が非常に強く、謎の石版を見つけ出したことが主人公と旅に出るきっかけとなる。
石版の秘密が明らかになった後もしばらくは主人公と冒険をするが、冒険の途中でユバール族の踊り子・ライラに惚れ、主人公と別れユバール族として生きることを決意して過去の世界にとどまる。後に彼女と結婚し、ユバール族の守り手として生涯を尽くした。アイラの話を聞く限りでは、歴代のユバール族の守り手の中で彼が一番強かったようである。別れた後も主人公の身を案じており、無地の石板に主人公へのメッセージを彫って海へ流し、後に主人公が読むことになる。
公式イラストでは剣を持っているが、この剣はゲーム中には登場しない。
装備できる武具は豊富で、ちからとHPが高いが、MPは増えず呪文は一切使えない。しかしレベルの上がり方は一番速い。真空斬りを覚える。
後にドラゴンクエストシリーズのスピンオフ作品『ドラゴンクエストモンスターズ キャラバンハート』では、幼少時代の彼が主人公として登場する。
ガボ
声 - 田村睦心（ヒーローズII、ライバルズ）
隙っ歯と小柄な体格が特徴の野性的な少年。
その正体は過去のオルフィーで出会った白いオオカミの子供がデス・アミーゴの魔力によって人間に変化した姿。デス・アミーゴとの戦いで親を亡くし、普通の雌のオオカミに育てられた。
デス・アミーゴを封印後、アミーゴの封印を解いた存在（魔王）と戦うため、主人公たちの一行に加わる。現在の世界で人間と化して改心したデス・アミーゴがガボをオオカミに戻そうとしたところ、その呪文の失敗によりガボはオオカミに戻れなくなったが、人間の言葉を話せるようになる（それまではほとんど「ガボ！」としか喋れない）。本人はむしろ人間の言葉を喋れるようになったと喜ぶ。完全な人間になってからもオオカミの並外れた嗅覚は健在で、冒険中もクレージュを破滅させようとする怪しい男の正体を早くも魔物だと見破るなど役立っている。
旅の中では「腹がへった」など楽観的なコメントを話す場合が多いが、情と正義感に熱い一面も持ち合わせている。
元の姿をオルフィーの女性には「白いワンちゃん（犬）」だと勘違いされていた。
戦闘能力値はすばやさがパーティ中最も高く、ちからもそれなりに高い。反面、MPとみのまもりは低め。また、オオカミを呼び寄せる独自の特技を覚える。大剣など、身体に似合わない武器を装備すると攻撃力が低下する。
メルビン
声 - 千葉繁（ライバルズ）
神に仕える伝説の英雄で、神が存在した時代には年老いてなお最強の英雄と呼ばれていた。かつての神と魔王との戦いの最中、神によって石として封印される。よって、その戦いの結末を知る者はいない。この石はホンダラによって発見され、ホットストーンと名付けられた。数百年の時を経て主人公たちの手により復活し、魔王討伐のために主人公の一行に加わる。過去の魔王を倒し、神復活の儀式を終えた後は神の城クリスタルパレスで聖戦士長として働くが、（魔王が化けた）神に反逆したとして追放され、コスタールに逃亡。大灯台の聖なる炎を封印されたエスタード島に送るため1人で活躍する。
堅物のようだが主人公たちともすぐに打ち解ける好々爺であり、若い女やカジノを好む俗な面も見られる。喋ると語尾に「ござる」が付く。
戦闘能力値はいずれもバランスよく成長し、とくにみのまもりは仲間の中で最高。HP・MP・ちから・かしこさも高く、打撃・魔法ともにトップクラスである。ただし、すばやさはパーティー内では最も低く、戦士用の重装備にも制限がある。
アイラ
声 - 今井麻美（ライバルズ）
旅の民族ユバール族の1人で、踊りが上手な女戦士。伝説のトゥーラの弾き手を探すために主人公一行の旅に加わる。
踊り手としての才能と、祖先はどこかの国の王子であったという本人談により、キーファとライラの子孫で生まれ変わりのような節が読み取れる。お転婆のじゃじゃ馬で儀式の途中に抜け出したり、休息地を訪れた主人公たちと出会うやいなや強引に仲間に加わるなど、キーファの性格を継いでいる描写も垣間見られるが、基本的におっとりとした物腰の優しい女性である。名前もライラにあやかって付けられた。
バーンズやリーサからは家族のように慕われ、のちに王家直属の近衛兵となる。初めてグランエスタード城に訪れた時には、「初めて来たはずなのに懐かしい」とつぶやき、また王の間に行くとリーサから「兄の気配がする」と言われる。
能力的にはややMPが低いが、主人公と同じバランス型。攻撃、防御、どんな局面でも上手く立ち回ることができる。HP、ちからが高めで、パーティ加入直後は「踊り子」をマスター済み、「戦士」が職業レベル★3つとなっている（ただし、「踊り子」のカンは忘れている状態となっている）。

### エスタード島の住人たち
パーティーには加わらないが、主人公たちとともにエスタード島に住んでおり、主人公たちと関わりの深い人物である。
ボルカノ
主人公の父親。エスタード島中で評判の漁師である。終盤にてエスタード島が封印される際に行方不明となるが、シャークアイによって救出される。
シャークアイの人柄に惚れており、「漁師と海賊の違いはあれど同じ海の漢として尊敬する」と発言しており、シャークアイも彼を尊敬している。
マーレ
主人公の母親。肝っ玉母さんで、漁に出る夫のボルカノのためにアンチョビのサンドウィッチを作る。夫が漁に出て留守のときは夫に代わって家を守る。
主人公は過去の世界で生まれるはずだったが、神の力によりマーレの子に転生したため、他人の子の育ての親でもあるという少々ややこしい状況に陥っているのだが、本人はその事実は知らないでいる。
ホンダラ
グランエスタード城下町に住むボルカノの弟で、主人公の叔父にあたる。通称「ホンダラオヤジ」。
仕事もせず怠け者で妻もおらず、困った男ではあるが、どこか憎めない。いつも怪しげな品を売っており、物語に大きく関わることがある。
魔王が現代に出現した後は行方不明となるが、のちに無事に帰り、城下町の酒場のバーテンとなる。近衛兵には彼のファンがいる。
バーンズ・グラン
キーファとリーサの父親で、グランエスタードの国王。城から勝手に大切な品を持ち出すなどの息子の行動にいつも頭を抱えている。後に息子の好奇心を認め、島の人が見つけたふしぎな石版を彼に渡すことを決心するが、そのときには息子が過去の世界にとどまったことから二度と会えないことを知り嘆き悲しんでいた。
『キャラバンハート』でも登場する。
リーサ・グラン
キーファの妹で、グランエスタードの王女。幼少時に母を亡くし、キーファが親代わりとなって面倒を見ていた。
『キャラバンハート』でも登場する。
アミット
マリベルの父親。フィッシュベルの網元でかつ大富豪であり、フィッシュベルの豪邸に住む。
娘が主人公と旅をしている最中、一度病気にかかる。
主人公のことをかなり気に入っており、妻と共に娘をいつか主人公の嫁にしたいと思わせる台詞がある。
きこり
フィッシュベルの西の山の中に住む木こり。本名不明だが、動物たちと話をすることができる。
過去のオルフィー地方でデス・アミーゴと戦う際には主人公たちと共に戦闘にNPCとして参加する。
のちにガボと一緒に住むことになり、彼と一緒に現代に来たオオカミともども息子のように可愛がる。

### 重要人物
以下は、物語に深く関わる重要人物である。
シャークアイ
海賊マール・デ・ドラゴーンの総領で、主人公の実父。主人公と同じく、腕に水の精霊の紋章が刻まれている。
かつて、コスタール王国と手を組み、同国の海軍司令となった。その後、海上での魔王軍との決戦に敗れ、海賊船ごと氷付けにされ、砂漠南の洞窟に封印された。しかし、現在の世界で砂漠の大陸などが再び封印されたとき、呪いの力が及ばなくなったおかげで封印が解けて復活。
主人公たちと対面した際、水の精霊の力により、腕にあった精霊の紋章は主人公の腕に移り、それによって主人公の腕の紋章が完全なものとなったことで主人公が未来に託した己の息子に関わる存在と知り、協力するようになる。
ボルカノとは同じ海の男としてお互いに尊敬しあっている。
アニエス
シャークアイの妻で、主人公の実母。どこかの国の王女ではないかという噂があるが、定かではない。
シャークアイと海賊船に乗っていたが、コスタール王の頼みによりコスタール城に預けられる。主人公がコスタールを訪れた際には病気を患っており、寝室で寝ている。胎内に子供を宿していたが、海底王によれば、その子供は精霊によって未来に託されたという。
その後、彼女自身は海底王の力により、長年生きることが可能な人魚の力を得る。
海底王
海底に住む王。不思議な力を持つ。
過去では人間の老人の姿で現れ、現在の世界では貝殻帽子を被った姿でエスタード島から南の海底に住む。
精霊
神に仕える4人の精霊。炎の精霊、大地の精霊、風の精霊、水の精霊が存在し、それぞれ炎の山、砂漠の国、リファ族の神殿、七色の入り江に眠る。
DISC2で神に化けた魔王によってエスタード島などが封印された後、主人公たちによって目覚め、封印された大陸を復活させ、神の正体を見破る。「アミュレット」という道具によって精霊の力を借りることができる。
精霊ごとに性格が異なり、炎の精霊は強者との戦いを好み、当初は人間を見下しており、主人公たちが戦って勝利することで力を貸す。大地の精霊は武人肌で紳士的。風の精霊はPS版の本作の開発当時に流行していたギャルのような口調が特徴。水の精霊は大らかかつ穏やかな性格の四精霊のリーダー格。
第2の隠しダンジョン「さらなる異世界」では隠しボスとして、4人同時に登場する。
神さま
声 - 緒方賢一（ライバルズ）
かつて魔王オルゴ・デミーラの暗躍に気付き、魔王と数百年間に渡って戦った。最後の決戦において魔王に深手を負わせるも敗北、その際に共に戦った四精霊とメルビンを逃がした。
現代では戦いの結末は正確に伝わっておらず、沼地の宿屋の老人にはオルゴ・デミーラに敗れたと語られており、メダル王の城の書物には全ての力を解き放ちオルゴ・デミーラに勝利したとも伝えられている。
隠しダンジョンである「なぞの異世界」で隠しボスとして登場。ストーリー中の荘厳な姿（過去およびオルゴ・デミーラがなりすました姿）とはかけ離れたひょうきんな姿で登場し、メルビンを石に封印した理由、四精霊を生み出した理由、隠居した理由、そしてなぞの神殿の真実などを主人公たちに教える。その後は主人公一味に対し一戦を交えることで力量を試す（20ターン以内に倒すと褒美がもらえる）。その後ある条件を満たすと移民の町へ移民する。
本人は魔王との戦いは相討ちだったと主張しており、世界の未来を人間に託すために神殿を設けたという。

### その他の人物
以下に挙げるのは、主人公たちとの関連は薄いが、ストーリーに関係する人物である。

#### 過去
マチルダ
主人公たちが過去の世界を訪れて最初に出会う女戦士。その正体はウッドパルナの英雄・パルナの妹であるが、臆病な村人に兄を見殺しにされた恨みから魔王と契約して魔物と化した。
ハンク
ウッドパルナの戦士。大怪我をして寝込んでいたが、緑のカラーストーンの力により回復し、主人公たちと共に魔物の塔で戦う。パトリックという息子がいる。
パミラ
エンゴウの占い師。何にでも効く薬を作れる薬師でもある。
後にパミラという名は一族の中で占いの能力を持つ者が受け継ぐ名前となり、現在の世界でも受け継がれている。ただし、当代のパミラは初代と違って薬を作ることができない。
クレマン
ダイアラックの町で唯一、町を離れていたことにより石化を免れた老人。一時滞在した主人公たちの行動により活力を取り戻し、一度降ると屋内に居ても石化する「灰色の雨」の恐怖を人々に語り継ぐ決心をする。
後にグリンフレークに立ち寄る。
トラッド
フォロッドの兵士長。ゼボットの兄であり、彼が人間に心を閉ざすきっかけになった過去を知っている。
ゼボット
からくり掃除機などを発明したフォロッドのからくり技師。過去の出来事によって他人に心を閉ざしている。後に自宅にたどり着いた敵のからくり兵1体を改造し、亡くした恋人の代わりとしてエリーと名づける。
現在の世界では数百年経っているため、白骨化している。
エリー
敵のからくり兵で、ゼボットが唯一改造に成功して悪意を取り除くことのできた機体。からくり兵の仕組みにゼボットが気付くきっかけになり、妨害音によって敵を無力化することで結果的にフォロッドを救う切り札となった。
その後、ゼボットと二人きりで研究所で暮らすが、彼の死に気づかず、白骨化した彼の遺体をベッドに寝かせて数百年間ボロボロになりながらも動き続け、現代まで看病し続けている。
物語がさらに進むと、完全に機能停止する。
「エリー」という名前はフォロッド城の王女（主人公たちが会うことができる姫の姉）のもので、マシンマスター撃破後の彼と姫の会話から「ゼボットに黙って起こした行動による不慮の事故で死亡した」と考えられるが、詳細は不明。
ペペ
グリンフレークの庭師。ポルタという大柄な弟が一人いる。「灰色の雨」を浴びすぎたせいか、石化の呪いが解除されたにも拘わらず、彼だけ意識不明の状態だったが、後に主人公らのお陰で全快する。
リンダという女性に恋していたが、自分の家族の立場を案じる余り煮え切らない態度に終始したため、彼女の反感を買う。後にリンダへの想いを断ち切るため1人町を出て、メモリアリーフと呼ばれることになるハーブ園を作る。また彼は、そこでリンダという想い人と同名の身寄りのない少女を拾い育てたという。
再度、時間を経過したメモリアリーフに訪れるとリンダがベシアに名を変え修道院にいたことを主人公らによって知らされることとなる。彼女の想いを知らされ、死後はリンダの側に墓石を建てる。
リンダ / シスター・ベシア
イワンの婚約者。しかし、その婚約は彼女の家族の多額の借金を帳消しにすることを条件になされた望まぬ結婚であった。加えてイワン自身の無神経さから、ペペとの駆け落ちを望んでいた。しかし、ペペが町から離れた後はイワンと結婚。男の子を出産するが、イワンが自家の財産を失い、さらには仕事も儘ならない状態になり、彼女なり懸命にイワンを支えるが、ついには限界を超え、体を壊し後にイワンと息子を置いて逃げだす。
ペペが興したメモリアリーフ・ハーブ園側のギュイオンヌ修道院のシスターとなってペペを見守るが、彼に気付かれぬまま短い生涯を閉じることになる。子供を捨てたという行為をリンダ自身が唾棄すべきことと認識していたことと自身の幸せを求めなかったことから、ペペの近くにいること以上を望まなかった。唯一望んだのは、自身の墓石をハーブ園を見下ろせる場所に建てたことだった。
イワン
グリンフレーク町長ボルックの嫡子。リンダの婚約者。次期町長としての能力・見識は低く、独善的で意気地や根気に欠け、リンダは勿論、実父を含めた町民たちからの信望は薄い。しかし、婚約者として彼なりにリンダのことを気遣っている。
また彼女との不義が疑われるペペに対しても、彼が呪いから全快した際は率先して祝いの準備を行っており、盆暗だが悪い人物ではない。後にブドウ栽培を始めるものの失敗。ハーブ園は別の男の手に渡り、カヤの情けでハーブ園の手伝いをするものの、あまり働くことに精を出さない人物になっていて、息子にたしなめられている。
カヤ
グリンフレーク町長宅の家政婦。有能だが、リンダがイワンの婚約者となるまでは彼と交際していたという噂もあり、また、ペペにリンダとの駆け落ちを唆したりと腹の底が知れない面がある。しかし、一人の男性を想い続ける一途な面も持つ。
後にイワンが経営していたハーブ園の経営権を譲り受けた別の男性に見初められ結婚するものの、イワンへの想いが捨てられず、主人に毒を盛って殺害しようとした。主人公らの行動でその企図が暴かれ、カヤ独自の行動だったが（イワンが「自分が指示した」と嘘をつき）、イワンと共に町を出る。
ライラ
ユバール族の2代目の踊り手。アイラの先祖で、後にキーファと結婚して息子のキーラと娘のライファを生んだという。
ジャン
ユバール族のトゥーラの名手だが、占い師を本業としている。ある理由によりユバール族を脱退する。
その後の消息は不明だが、過去のハーメリアにて老いた彼が旅の老楽師として登場、近未来予知とトゥーラを使って平和維持活動をし、グラコスによって浸水を予知し、塔に村民を避難させた後、主人公一行とともに戦う。その後は隠居し後継者を育成することを主人公らに伝え姿を消す。
スイフー
ふきだまりの町を仕切る男。町に堕とされた新入りを「あいさつ」と称して痛めつけることで、町の秩序と自分の地位を保っている。ダーマ地方が解放された後は山賊となり、現代の山賊団の基礎を築いた模様。
彼との戦闘は本作に三戦存在する負けることが前提の戦闘であり、普通では勝つことは非常に難しく、たとえ勝てたとしてもストーリーは負けたことになって進行する。再戦の機会はない。
フーラル
ふきだまりの町で出会う盗賊。ダーマ親衛隊への入隊を希望しているが、主人公たちを魔物と戦わせている間に自分だけ逃げるなど、ずる賢い面もある。
のちに1人だけ逃げたのはフォズの所在確認および救出のためだと明かされるが、救出は彼単独では叶わなかった。後に書物に残るような有名な盗賊になる。
カシム
ダーマ神殿の親衛隊の一人。ダーマ神殿奪回後は親衛隊長となる。胴長で短足なことを少し気にしている。ネリスに想いを寄せている。
ザジ
ふきだまりの町に暮らす少年。病弱な姉ネリスを何よりも大切に思っており、「魂の剣」に操られて敵に寝返ったネリスを正気に戻すため、主人公たちとともに魔物主催の決闘に参加する。ややシスコンの気が過ぎる嫌いがあり、マリベルの台詞でもそれが述べられている。
ダーマ神殿が解放された後、姉との些細な喧嘩でネリスに言われた一言により、自分が一緒にいることが逆に姉にとって負担だったのだと思い、姉をカシムに任せ旅に出た。
決闘場では味方として登場し、火炎属性のイオを主に使用する。
ネリス
ザジの姉。心臓病を抱えており、長くは生きられないと医者に告げられていた。
魂砕きの際にザジを傷つけた剣士に復讐するために、魂の剣を手に魔物主催の決闘に参加。長く魂の剣を使い続けた影響で性格が一時的に変わる。
ザジが旅立った後、ダーマ神殿で働きながらザジの帰りを待つことにしたが、体調を崩し寝込んでいる。
決闘場では敵として登場し、ザジとは対照的に冷気属性攻撃を主体とする。
フォズ
声 - 高橋李依（ライバルズ）
ダーマ神殿の大神官の少女。若年ながら高いカリスマ性を有し、周辺からの人気は高く、ガボは彼女のファンであり、転職するなら彼女じゃなければ嫌だという。
戦闘では打撃・呪文ともに優れており、ヒャダルコやベホイミの呪文を唱える。
決闘場を抜けて偽大神官を倒すまで味方となる。
『キャラバンハート』でも登場する。
ハディート
砂漠の村の族長・ザラシュトロの息子。父の死後、族長に就任する。性急で血気盛んな性格。
砂漠の女王フェデルのことを魔物側に寝返った裏切者と誤解していた。
闇のルビーを魔王像から取ろうとするところをセトに不意打ちされ、ナイラ河の下流まで流されてきた頃にはすでに絶命していたがフェデルによって蘇生される。
後に誤解は解け、彼女と結ばれ砂漠の王となる。砂漠の城で味方として中ボスと戦い、はやぶさ斬りを使う。
神木の妖精
神木の世話をする妖精の少女。クレージュ地方の水脈が汚染されたことにより弱っていたが、主人公たちに助けられ、人々を元に戻すことを主人公たちに依頼する。
バロック
建築家。時計塔や橋を手掛けた。彼が手掛けた建造物はどれも派手であることが特徴。
リートルードに明日が来ないという異変に唯一気づく。
主人公たちが去った後、壮大な芸術バロックタワーを建てる。
ラズエル
オルドーの息子。考えごとをすると頭が混乱することも。その性格はしっかり子孫に引き継がれている。
プロビナ山頂の神父
数年前に記憶を失った状態で発見された神父。かつてはレブレサックの村におり、村を出る際に後述する金色の女神像を譲り受けた。
最終的には記憶を取り戻すが、プロビナに襲撃してきた魔物たちと戦い戦死する。
シーブル
ルーメン町長。魔王の手先ボルンガの一味の中で唯一街に残った爆弾岩「ロッキー」を可愛がっていたが、ヘルバオムが町を襲撃した際、シーブルを守るために自爆したため失う。
その後ヘルバオムの根についていた虫の魔物を「チビィ」と名付けて飼おうとするも、結局死なせてしまう。
後の「モンスターパーク」の主となるモンスターじいさんの先祖であり、「魔物と心を通わせた人間」として語り継がれている。
ゼッペル
マーディラスの若き王。18歳。
10年前に友達のルーシアをラグラーズ兵に殺されたことにより復讐に燃え、それから9年後、兵力強化によりラグラーズとの戦争に勝利する。しかし、ルーシアを救えなかったことへの後悔、そしてラグラーズに祖国を奪われ自らも虜の身になった屈辱は彼の心に深い傷を残した。
それらのトラウマによる強迫観念からその後も兵力強化を続けようとするも、その心の闇を魔王の手先に突かれ邪悪な究極魔法「マナスティス」により魔物（モンスター「ヘルビースト」の色違い）へと変貌する。魔物化した彼との最初の戦闘は前述のスイフーら同様、負けることが前提の戦闘であり、やはり勝つことは非常に難しく、たとえ勝てたとしてもストーリーは負けたことになって進行する。
ディノ
マーディラスの若き神父。現国王・ゼッペルとは幼馴染。暴走するかつての幼馴染を憂いている。
魔王の使い魔が放ったメラゾーマにすら耐えたことから、優秀な魔法使いとしての実力が窺える。
フィリア
聖風の谷の族長の養女。谷で唯一翼を持たない少女で、周辺の子供からいじめられていた。
実は立派なリファ族の一人であり、その身体的特徴が結果的にリファ族を危機から救うことになる。
ルカス
レブレサックに住むきこりの息子。村人の中でただ一人、ほかの人の知らない真実に気づくが、主人公たちと共に村人に誤解される。
両親を亡くしており、黄金の女神像を親の代わりとしている。

#### 現在
がけっぷちのじいさん
グランエスタードの外れの崖に住む老人。博識で、王家の古文書なども解読できる。
かつてキーファの祖父が王を勤めていたころに石版を見つけたが取り上げられ、石版の謎の解明を主人公たちに託す。
キーファをボンクラと称していたが、王宮兵士のがボンクラと改めている。
物語の進行により、ユバールの民やメルビンについても知っていることがわかる。
シム
ダイアラックの跡地の石柱周辺に新たな町を作る夢を持つ老人。
エテポンゲ
中ボス、山賊4人衆の1人。汚らしい格好（モンスター「くさった死体」の姿）で、まずい料理を作ったり、喋り方が独特（語尾に「…のんね」をつけるのが口癖）なため山賊仲間からはバカにされている。
一度アズモフの「ちしきのぼうし」を盗んでかしこさランキングで1位になるぐらいまで頭が良くなったが、カシラに怒られて帽子を返した。
『テリーのワンダーランド3D』ではちしきのぼうしを被った状態で登場。
山賊の頭
ダーマ神殿の南、山賊のアジトに住む山賊のボス。モンスター「プチヒーロー」の姿であるため、マリベルからは「コイツは偽物で裏にもっと悪い奴がいるのでは?」と疑われる。
山賊行為の真意は周囲の気を引いて自身の持つ石版を託せる者を探すためであり、魔王についても何か知っている素振りを見せる。
アズモフ
ハーメリアの歴史を研究している学者。かしこさが高くなる「ちしきのぼうし」の持ち主で、帽子を盗まれるまではかしこさランキングでは不動の王者となっていた。
ブルジオ
オルフィーの北に豪邸を構える大富豪。クレージュとリートルードに別荘を持つ。珍品収集が趣味で、ホットストーンも一時彼のコレクションに加わる。
とあるきっかけから、主人公らの旅に同行する。
ニコラ
メザレの村に住む、「神の兵」の子孫の一人。英雄を探しに行くという願いを持っているが、亡き父との約束との間で葛藤し、冒険者に「魔法のじゅうたん」を渡して英雄探索を託している。
ラグレイ
戦士。メルビン復活後にメザレに現れたところ、村人に伝説の英雄と勘違いされる。
グレーテ
音楽を愛するマーディラスの若き姫。勤勉だが、我儘でかなり癇癪持ちな面もあり、「テーブルを259回ひっくり返した」という「伝説」まであるほどらしい。
大神殿でのトゥーラ弾き大会を主催する。
主人公に対しては少々想うところがあるようで、最終決戦後は軽いキスで送り出す場面も。
ヨハン
マーディラス城下町に住む陽気なトゥーラ弾きの青年。遊び好きでいい加減だが、育ての親である老楽師には忠実な性格。
葬儀で派手な演奏をして師匠に叱られたのでしばらくはトゥーラを封印していた。
神の復活が成ってからはマーディラスには帰らず、グランエスタードの城下町で活動している。
主人公と一緒に旅をして成長し、「魔物が逃げ出すような音楽すればいい」と師匠を説得した。
サイード
砂漠の村の族長ザラシュトロの息子4兄弟の末っ子。「3バカ」と呼ばれる3人の兄たちと違って真面目な性格だが、メイドたちからは「フラフラしてばかり」とあまりいい印象を受けていない。また、なぜか古い家（過去の族長が住んでいた部屋）で一人で暮らしている。
主人公とともに大地の精霊像の探索に出かける。
砂漠の大陸が復活した当初から会うことはできるが、名前が明かされるのは物語の後半になってからになる。
セファーナ
リファ族の族長である女性。
リファ族は現在の世界では翼を失っているが、彼女のみ翼が生えている。その理由により、大陸が封印される事件まで家の中に身を隠していた。
ローズ
大地の精霊像の近くに家を構える老婆。
リートルードのかっこよさランキングで長きに渡って1位の座に就き続けていたが、年老いてなおいまだに彼女がランキングトップのままであることを当人に伝えるとランキングからの記録抹消を頼まれる。

### 敵対者
主人公たちが戦う相手となる存在。その多くは、過去世界に君臨していた大魔王と、その配下として世界各地を征服・封印していた魔物たちである。フォロッド地方やダイアラック地方などのように単純な武力や魔力による侵攻を行った地方もあるが、直接は手を下さず人間の復讐心や猜疑心を利用して争わせ自滅に追い込もうとするなど、人の心の闇や弱みに付け込む手口を用いた魔物も多い。
炎の巨人
エンゴウ封印の鍵となっている闇の炎を守っている魔物。ほむらの祭りの火送りの儀と邪悪な闇の炎を利用して火山活動を誘発しようと目論む。
デス・アミーゴ
オルフィー封印の鍵となっている魔物で、ピエロのような姿をしている。かつて白いオオカミの活躍によって魔封じの洞窟の棺に封印されたが、魔王によって棺が開けられて復活し、魔力でオルフィーの人間と動物の姿を入れ替える。
その後主人公らに倒され封印されるが、その直前、ガボを魔力でオオカミに戻れないようにしてしまう。現在の世界では魔力の減衰により人間になり、それを機に改心し、過去の償いのために残った魔力でガボをオオカミに戻そうとしたが、魔力が衰えていたためオオカミには戻せず、代わりにガボが人間の言葉を喋れるようになった。
現代で魔王が復活した後は、洞窟の途中で怯えている。
マシンマスター
魔王から授かったからくり兵を率いる指揮官で、フォロッド地方を侵略しようと、からくり兵たちをフォーリッシュやフォロッド城に次々と送り込む。
デスマシーン
最強のからくり兵で、マシンマスターの最後の切り札。登場時にマシンマスターを踏みつぶす。フォロッド地方の封印の鍵となっている。
どうくつまじん
グリンフレーク地方の沼地の洞窟に出現する魔物。洞窟の奥に宝物があるという噂を流し、やってきた冒険者や商人を襲っていた。
戦闘では雑魚モンスター「おどる宝石」2体と一緒に現れる。
あめふらし
魔王より人間を石化させる「灰色の雨」を降らせる力を与えられた魔物。その力でダイアラックを壊滅させ、グリーンフレークにも魔の手を伸ばすが、主人公らに見つかり年貢の納め時となる。
見かけは雑魚モンスター「ちゅうまじゅう」そのものだが、魔王から力を与えられているだけに段違いの強さを持つ。
アントリア
ダーマ封印の鍵となっている悪魔神官。転職希望の人々を騙して呪文や特技を奪い集め、魔王のパワーを強化しようとする。火力の高い魔法や技を操る序盤の大ボス。
部下の魔物からは人間にも平等と評されるが、実際はかなり卑怯な性格で、力を奪って捕らえた人々は最終的には皆殺しにするつもりだった模様。
セト
武装した半人半竜。女王や付き人たちを人質に取って砂漠の城を占拠し、民に大地の精霊像を魔王像に作り替えさせ、魔王像の目に闇のルビーを仕込む。それにより巫女の行う大地の精霊への祈りを魔王への祈りに変換し、闇のルビーの力によって魔王と自身の力を強化しようとする。
ウルフデビル
蝙蝠の翼を生やし紫色の毛皮に覆われた粗暴で陰険な獣人。クレージュ地方の水脈を魔王の念が籠められた水で汚染し、その力で村人を洗脳し彼らの手で神木（世界樹）を切り倒させようと画策する怪しい男の正体。
洗脳した村人を操り主人公たちを幾度も妨害するが、彼らの手で井戸が浄化されたことにより追い詰められる。最期は正気を取り戻した村人たちの前で、主人公らの手により成敗される。
「仮の姿」と「真の姿」と二度にわたって戦うことになるが、どちらも高い攻撃力を生かした打撃主体の戦闘スタイルである。雑魚モンスターとしても登場する。
タイムマスター
リートルード地方の封印の鍵となっている邪悪な魔法使い。時のはざまの洞窟の最深部に潜み、時の砂時計を使ってリートルードの時間を1日おきに逆行させ、明日の来ない現象を引き起こしている張本人。マキマキという部下を2体引き連れている。
『X』では魔法の迷宮のコインボスとして登場する。
グラコス
かつて高度文明都市を沈めた海の魔神で、ハーメリア封印の鍵となっている魔物。魔王の力で強化され、大洪水でハーメリアの大陸全体を海に沈める。海底都市の元住人たちを魔物に変え主人公たちを襲わせるなど非情な性格。
現在の海底都市は子孫であるグラコス5世が統治しており、グラコスより強いが、人間側と戦う意図はない。
『ドラゴンクエストVI 幻の大地』にも同じデザインで大魔王の部下として登場しているが、別キャラクターである。
ボルンガ
ルーメンの町を占拠していた魔物たちのボス。トナカイのような顔の獣人。外見通り戦闘スタイルは打撃一辺倒だが、やみのドラゴンを制御する力も持っていたという。
やみのドラゴン
ルーメン地方封印の鍵となっている魔物で、魔王の配下のドラゴン。強力な力を秘めていたが、ボルンガが倒されたため抑えが効かなくなり、暴走する。
ヘルバオム
かつてルーメンを恐怖のどん底に陥れた巨大な人喰い植物。やみのドラゴンによって日の光が失われたため一度枯れたが、主人公たちがやみのドラゴンを倒したため復活。
かつて本体はルーメン近辺の丘にあったが、復活後はルーメンの地下へと移動し、触手を使って再び人々を襲う（戦闘では「ヘルバオムの根っこ」と表示される）。人々を襲った際、街に多くの穴を開け、のちにその穴からヘルワームが現れる。
やみのドラゴン撃破前に丘に行くと枯れた姿が確認できるが、撃破後はヘルバオムがいた位置に穴が空いている。
メディルの使い
マーディラス城を訪れるメディルの使いを騙る魔王の使い魔。年端もいかぬ少女ですらメラゾーマで焼き殺そうとする残虐非道な魔物。ゼッペルに魔王の力が籠められた魔法書を渡し、国を破滅させようとした元凶。
戦闘ではメラゾーマは使わないが、バギクロスやラリホーマなど多彩な魔法を繰り出す。
本物のメディルの使いも騒ぎが解決したのちに登場し、究極魔法の書物を発見できなかったことから王に合わせる顔がないことでマーディラス城下町で苦悩する老人として描かれている。
闇の魔神
大男の姿をした魔人。リファ族の神殿に行くために通過しなければならない黒雲の迷路で待ち構えている。巨体を活かした攻撃と、風を操る攻撃を得意とする。
ヘルクラウダー
聖風の谷封印の鍵となっており、老人の姿をした雲の魔物。リファ族の神殿で、風の根源であった精霊の像の周りに黒雲をもたらし、空を飛ぶことが当たり前だったリファ族を苦しめる。一方で今までのボス級モンスターたちとは違い、主人公ら人間の知勇を評価する一面を持つ。
強大な打撃や風系のスキルを自在に操り、ラリホーを使う手下を呼ぶ。
『IX』にも雑魚モンスターとして登場する。
ボトク
レブレサックを霧で包み込み孤立させた鱗肌の魔人。村を襲わない代わりと称して心優しい神父を魔物の姿に変え、村人たちの手で殺させようと企む残忍卑劣な性格。
ガマデウス
蝦蟇のような魔物。コスタール地方にあるホビット族の洞窟の奥に生えている光ゴケを食べることによってホビット族に迷惑をかけていた。
雑魚モンスターとして登場する個体より強い、たつのこナイトとシードラゴンズを引き連れている。
バリクナジャ
赤いムチを持ち、牛のような顔を持つ魔物で魔王の配下。色黒の長身。
コスタールにおける生まれたばかりの赤ん坊が魔物に変わる呪いをかけていた張本人で大灯台に灯った聖なる炎を消し、代わりに邪悪な闇の炎を灯し、灯台を闇で閉ざした。
『X』では魔法の迷宮のボスの一匹として登場する。
ネンガル
遥か昔に始祖たちの村から風のローブを奪った魔物。風のローブを自分の宝として独占し、風のローブもろとも風の迷宮に封印されている。
オルゴ・デミーラ
本作の最終ボス。自らを「万物の王にして、天地を束ねる者」と称する大魔王。かつて神を破ったほどの力を持ち、人間を「デク人形」と呼ぶ。
体色は赤茶色で、翼を生やしたオカマ口調でナルシスト気味に話す「人型」、竜とムカデをあわせたような巨大な「モンスター型」の二つの形態を持つ。「人型」「モンスター型」通じて普段の目は3つだが、「モンスター型」頭部の剥き出しになった脳の奥底に4つめの目が隠されており、大技を使う時にだけ開眼する。一人称は形態によって「我」「わたし」「俺」と変化する。
かつて世界中に災いの種を撒き、それによって人々が絶望したところを闇にひきずり込み、世界中の大陸を次々と切り取り封印。ついには神との決戦にも勝利するが、戦いの傷を癒すため魔空間の神殿の深くに身を潜めていたところで、神の導きにより過去世界へやってきた主人公らと対峙。第1形態では上述の「人型」、第2形態は「モンスター型」の姿で戦い、一度は敗れて滅びるが、魂だけはこの世に留まり、各地の魔物たちを強化して回る。そしてユバール族による神復活の儀式に乗じて、神の名と姿を騙って現代世界に姿を現し、地上に君臨する。
その後は神として振る舞いながら密かに人間の力を削ぎ魔物たちの力が増大するように仕向け、闇のルビーを手に入れ力を強化、再び大陸を封印して世界中を苦しめる。しかし主人公たちによって呼び起こされた四大精霊に正体を暴かれ、ダークパレスの地下深くで主人公らと最終決戦を迎えることとなる。
最終決戦時の姿は、第1形態が「モンスター型」、第2形態は「人型」と、過去世界での戦いと逆転している。また、体色も、初戦の薄褐色から死体のような青緑色に変化しているが、これは不完全な復活によりアンデッドモンスターのような存在として蘇ったためらしく、「人型」の状態でダメージを受けると、ゾンビのように体が崩れた「人型」と「モンスター型」の中間のような第3形態「ゾンビ人型」となる。この姿こそが復活したオルゴ・デミーラの真の姿とされており、戦闘中に「はなす」コマンドで主人公が話しかけた仲間たちも、この形態を魔王の正体と発言している。さらにダメージを受けると、「モンスター型」がゾンビ化したような最終形態「ゾンビモンスター型」となる。肉体が溶解した半死半生のような姿だが、ナンバリングタイトルの最終ボスとしては最大の体力を誇り、肉片から使い魔を産み出したり、究極魔法「マダンテ」を放つなど恐るべき攻撃を行ってくる。執念深く主人公らに挑むも最後は力尽き敗北。「デク人形」と見下していた人間に敗れたことが信じられず、主人公らに神が助力していたことに思い至るが既に遅く、肉体が完全に崩壊して消滅した。二度倒されたことで完全に滅び去ったか、一度目と同様に魂だけは滅びず、また復活する可能性もあるのかは不明である。
後に『モンスターズ』シリーズや『モンスターバトルロード レジェンド』、『IX』などでもゲスト出演している。現在、他作品への登場時の姿は上記の「人型」と「モンスター型」のどちらかのみで、「ゾンビ人型」と「ゾンビモンスター型」では登場していない。
『バトルロード』においては、人型は「魔王」、モンスター型は「天魔王」という肩書きが付けられており、「とどめの一撃」を使うため「人型」から「モンスター型」へ変身する際は「人型」の皮膚を破って変身している。
『IX』のモンスター図鑑では、真の姿である「モンスター型」の邪悪な姿を嫌っており、「人型」はオルゴ・デミーラ自身の理想を反映した姿とされる。

## 開発

### 発売までの経緯
1997年1月14日、ソニー・コンピュータエンタテインメントは本作がプレイステーション（PS）で発売されることを発表、エニックスも発表し新聞などで取り上げられた。プレイステーションに決定した理由として当時のエニックス代表取締役社長である福嶋康博は1996年末商戦の結果、「PSの販売台数が国内で約500万台という状態で、SSとN64に比べて十分に多かったことが決め手」と語っている。
プラットフォームを移すにあたり、福嶋は当時任天堂社長の山内溥に会うため、京都の任天堂本社に2回赴き、挨拶・謝罪したと新聞のインタビューで答えている。そのときの山内の返答は2回とも「ああそうか」だったという。
しかし、本作は発売延期が何度もあり、一度は1999年12月29日の発売が予定されたが、土壇場でさらに延期された。このとき、SCEの担当者が何度も来て年末商戦の目玉としたいと求めたのに対し、福嶋は「年末商戦に同ソフトを発売するのは、これまでお世話になった任天堂に対する裏切り行為になると考え延期を決断した」、と日経産業新聞紙上で回顧している。また発売延期発表の少し後、堀井雄二が集英社とエニックスの広報体制に不満を持ち、自身のウェブページで突如制作の無期延期とも取れる発言を行い物議をかもしたが、その後広報体制を見直すことで双方合意した。
販売促進活動としては、
- 1999年初頭に、SCEから「『ドラゴンクエスト』が早く出ますように」と人々が神社でお願いをするテレビCMが放映された[32][注 9]。また、これとは別の、本作の発売前のエニックスによるテレビCMではSMAPが出演した[32][33]。メンバーが次々に登場し、インタビューに答える様子を撮影したドキュメンタリータッチのCMで注目を集めていた[24]。
- 1999年春の東京ゲームショウでは「ドラゴンクエスト神社」ブース内で本作に関連したビデオが上映された[34]。
- 1999年秋と2000年春の同ショウでは、本作の体験版をプレイ可能な試遊台が設けられた[35][36]。
- 2000年7月からはウェブサイト上での本作のオンライン予約が行われた[37]。キャッチコピーは「ひとは、誰かになれる。」が使われた。
- 2000年8月9日 - 8月27日まで広告展示の筆頭として、都内を「ドラクエバス」が走っていた。バスの側面にはロゴとイラスト、上面には発売日が描かれている[24]。

結局発売されたのは、既に当時の同プラットフォームの競争作である『ファイナルファンタジーIX』および次世代機となるPlayStation 2（PS2）が発売された後の2000年8月26日であり、発売されるプラットフォーム発表から3年7か月を要した。

### ロード時間短縮による弊害
PS版でのゲームの途中のCD-ROM読み込みによるタイムラグは、特殊な技法を使うことによって最小限に抑えられている。その技法とは、CD-ROMバッファメモリにキャッシュする、マップデータはあらかじめ先読みする（画面切り替え時には移動先ではなく、移動先の次のマップ群を読み込んでいる）、モンスターの立ちポーズデータとアニメーションデータを別々に読む、などといった技法であり、これらは開発を担当したハートビートの山名学によって特許が出願されている。
しかし、そのCD-ROM読み込みの処理時にフリーズしてしまい、ゲームの続行が不可能となる現象が多発することとなった。主に街などでのマップの切り替え時や、戦闘終了時などにフリーズが起こりやすい（戦闘中に「はなす」コマンド実行時、メッセージスピードが極端に遅くなっていたら既に手遅れである）。

### スタッフ
- ゲームデザイン：堀井雄二
- 音楽：すぎやまこういち
- メインキャラクター&モンスターデザイン：鳥山明
- モンスターデザイン：中鶴勝祥・かねこ統
- アートディレクション：眞島真太郎
- プログラムディレクション&ディレクション：山名学
- シナリオ：堀井雄二・杉村幸子・石川文則・折尾一則
- プログラム：山名学・川本昌之
- グラフィックデザイン：眞島真太郎・室木博・早川直行・川本昌之
- プロデュースアシスト：市村龍太郎・田中裕臣・沼尻真理子・本多圭司・折尾一則
- バイスプロデューサー：犬塚太一
- プロデューサー：千田幸信
- パブリッシャー：福嶋康博

## 評価
『ファミコン通信』のクロスレビューでは40満点中38点だった。
第5回日本ゲーム大賞優秀賞、および2000年度（第4回）文化庁メディア芸術祭「デジタルアート〔インタラクティブ〕部門」大賞を受賞した。既にPSで発売されていたファイナルファンタジーシリーズなど他のRPG作品と比べると、本作にはムービーは少なく、グラフィック面の美麗さも優れてはいないが、文化庁メディア芸術祭の贈賞理由としては、「決して見かけ（グラフィック）だけがゲームの面白さではないことを印象付けた」ことが挙げられている。審査を行った文化庁メディア芸術祭実行委員会は「しっかりしたシナリオに基づく物語の完成度は、RPGとは何のことかを再確認させた作品」と受賞理由を述べた。
日本での出荷本数は、2001年1月5日に400万本を達成。同国内でのプレイステーション用ソフトの中では第1位であり、この当時まで同国で発売された全ゲームソフトの中でも第6位となった。

## 移植版

### ニンテンドー3DS版
2012年10月31日、ニンテンドー3DS版の発売が発表された。2013年2月7日に発売された。企画・開発はオリジナルのグラフィックも担当しているアルテピアッツァ。キャッチコピーは「希望のかけらをもとめて」。
オリジナルで残されていた一部のオブジェやキャラクターの2D部分が完全に3D化された。3DSならではのすれちがい通信や3D表示にも対応。またゲーム中のBGMにPlayStation 2版『V』以来となる、オーケストラ音源（演奏は東京都交響楽団）が採用され、ゲーム中のSEにもPS2版『V』と同じものが使われている箇所がある。
2015年4月16日にはアルティメット・ヒッツ（廉価版）が発売された。

#### システム・UI
システム面は基本的には『IV』『V』『VI』のニンテンドーDSリメイク版（以下、『DSリメイクシリーズ』）の各作品を踏襲しているが、上画面がメイン画面、下画面がサブ画面となり、コマンドウィンドウはアイコンがなくなり、従来と同様文字のみとなった（ただし、選択中のキャラクター・道具のアイコンはある）。下画面は地図や戦闘中のキャラクターのパラメータ・コマンドなどが表示される（DSリメイクシリーズとは異なり、戦闘画面に顔の画像は表示されない）のみで、タッチ機能は「すれちがい石版」を送るときのプロフィール入力時に3DSのシステムキーボードが表示されたとき以外は対応していない。また、下画面に表示される地図の上下の枠は、いる時代によって色が変化する（過去：赤、現代：青）。
中断の書の仕様は『IV』以降のDS版リメイクシリーズに準拠し、再開しても中断の書のデータは削除されないが、中断できる場所が限られ、町の中やダンジョンで中断しようとした場合はスリープモードの使用が促される。
スーパーファミコン版『V』から実に約20年半振りに、メインコマンドの数が8つに復活し「そうび」は「さくせん」コマンドから切り離されて独立した（オリジナル版同様、道具コマンド内からの装備も可能）。一方で、戦闘コマンドから「はなす」が削除された。
ゲーム中に表示されるほぼ全ての漢字文章の上にふりがなが表示されるようになった（選択肢およびアイテム名に含まれている漢字には表示されない。また、ルビ付きかルビなしを選択することができる）。

#### フィールド・戦闘
マップは『VIII』『IX』と同様に、町や村・ダンジョン・それ以外の世界が同じスケールで描かれている。出入口が複数ある町などでは、出入りした場所でマップが切り替わる。また、フィールド上にも宝箱が点在する。また現代で復活しても、足を踏み入れていない場合は地図上で大陸は白く表示される。
PS版で存在したツボやタル、草木や花を持ち上げる動作はDSリメイクシリーズや『IX』同様廃された。そのため壷や樽などのアクションによる謎解きは全て削除され、別の謎解きに置き換わった。また、ツボやタルを便利ボタンで調べた場合はそれを割る動作（叩くか、蹴るなど）が追加された。
通常戦闘のエンカウント方式がランダムエンカウントからシンボルエンカウントに変更された。『IX』と同様、エンカウント発生時の状況は戦闘には関係せず、モンスターの方から迫ってきたのに先制攻撃となることや、逆にモンスターの背後を取ったのに先制攻撃を受けることもある。戦闘画面のレイアウトは『VIII』から用いられている、キャラクターが画面内を動き回る形式に変更されている。コマンド入力時のレイアウトは3DSの二画面に適応しつつもPS2版『V』に近い体裁となった。装備した武器と盾は戦闘中のキャラクターグラフィックに反映される。
戦闘中のモンスターの配置には前列と後列があるが、それによる影響はない。同一グループでも位置が異なることがある。出現形態によっては、画面を見ただけでは前列のモンスターと被って存在を視認しづらい場合がある。
乗り物の船は水没したハーメリア周辺の大陸のフィールドの移動にも使われるようになった。
PS版では999匹以上倒した敵がいる戦闘を×ボタンによりキャンセルができるが、3DS版では戦闘キャンセルはできなくなった。

#### 転職システム、呪文・特技
基本的にはPS版と同様の仕様であるが、職歴による特技の習得は廃止された。そのためこのシステムでのみ覚えられた呪文・特技は職業レベルを上げて覚える技となり、各職業に振り分けられた。
また、人間の上級職でのみ覚えられる特技・呪文はその職業に就いている時しか使えない仕様になり、他の職業では使えないようになった。このため、上級の呪文・特技は大半が上級職で習得するように変更された。この制約はモンスター職には及ばないため、職業に関係なく上級の呪文・特技を常時使えるようにするにはモンスター職で習得する必要がある。たとえば「海賊」で覚える『おいかぜ』は、転職すると持ち越せないので「まじんブドゥ」か「にじくじゃく」に転職する必要がある。
一部入手が困難であった心はすれちがい石版で石版ボスとして倒せば、戦闘後におよそ20分の1の確率で心を入手できるようになった。またPS版では「デスマシーンの心」と「エビルエスターク心」は没アイテムだが、3DS版ではエビルエスタークをモンスターパークへ送り、石版ボスとして倒せば「エビルエスターク心」が手に入る。
外見では、PS版ではそのままだった衣装の変化が追加されており、『IX』など他作品からの衣装も参考にされた。また、モンスター職は転職した時点でキャラクターの外見がそのモンスターの姿になるように変更された（フィールド・戦闘中のみ）。
習得する特技のうち、一部の強力な特技はMPを消費するようになった。また、効果が変更されたものもある。一方「ねる」「タカのめ」「うみどりのめ」「しのびあし」などといった特技が削除された。

#### すれ違い通信・すれちがい石版
「ふしぎな石版」の中には移民の町の台座からダンジョンに行くことができる「すれちがい石版」と呼ばれるものがあり、ダンジョン最深部のボスを倒せるとアイテムを入手できる。
石版の種類・入手方法としては以下のものがある。
- 元モンスターの移民からもらえるもの
- インターネット酒場で入手できる「トクベツな石版」
  - スクウェア・エニックスが配信するもののほか、指定のスポットでのみ入手できるものも存在する。クリアすると限定アイテムが入手できる。現在では、再ダウンロードできるようになっているものも多い。本作で新たに追加された「トクベツなモンスター」（シリーズの他の作品のモンスターも多数含む）が生息するものもある。
- モンスターパークに送ったモンスターに探させた石版
  - モンスターパークの管理者が存在する状況になって以降可能となる。レベルが存在し、編成モンスターの一番目に配置したモンスターのレベルがそのまま適用される。石版のやりとりが一回成立する度にレベルが一つ上がり、その石版で登場する全てのモンスターのステータスが上昇し、潜れる階層も増えていく。

これらは自分で指定したモンスターに探させて入手した石版（自分の石版）以外は、「もらった石版」として一括管理される。「もらった石版」は何度クリアしても配布時のレベルのまま変動しない。「自分の石版」「もらった石版」は共にすれちがい通信やインターネット酒場で他のプレイヤーに送ることができる。
すれちがい石版のダンジョンは、モンスターのシンボルがレベル差により逃げることはなく、職業の熟練値の対象となる上限レベルも大半が99である（元モンスターの移民からもらえる石版の一部を除く）。また、通常よりもモンスターの心を落とす確率が20倍と高い。さらに、出現するモンスターが限られており、特にモンスターパークで探させた石版は探しに行かせたモンスター3体がそのまま出現モンスターとなるので、職業熟練値稼ぎやモンスターの心の入手などにおいて大きなメリットがある。
この他、クリア後に重要人物のサイドストーリを楽しめる「公式ストーリー石版」も存在する。

#### やりこみ要素・ミニゲーム
移民の町
ダイアラックでのイベントをクリアしたのち、利用可能となる。『IV』でPS版からDS版で変更があったケースと同様、ランダムに移民が発生するシステムではなくなり、元モンスターの希望者を移住させると発展する仕様になった。それ以外の移民はすれ違い通信でやってきた仮の姿の人たちである。
PS版の「シム」から後述の「ティア」に変更された。シム自体が登場しないため、「シムじいさんの家」もないが「すれ違い通信」ですれちがい石版と一緒に新しい住人がやってくることがある（届いた石版の発見者自身でなければいけないという条件がある）。
特別な町（全4パターン）は全て削除され、最終形態は1つのみとなった。
地下に「すれちがい石版」用の台座があり、すれちがい石版のダンジョンに行くことができる。
モンスターパーク
3DS版で追加された「トクベツなモンスター」を除いた、通常モンスターを全てなつかせるだけで、褒美のアイテムが手に入る。
移民の町が解禁された時点で旅の扉を使って行くことが可能になったが、この時点では世界地図に示された点滅箇所に船で行っても何も存在せず、世界から切り離された別次元に存在している（管理する人間もまだ存在していない扱いになっている）。また、後述する「すれ違い石版」をパークに送ったモンスター3体でチームを組んで探索させることも可能（同種族3体でも可能）。チーム編成のときにはモンスター毎に名前がつけられているが、この名前は『V』や『VI』で仲間モンスターとして登場経験のある種族は元の作品での名前が流用された。
モンスター図鑑
なつきやすさ、心を落とすかどうかなどのデータが追加されており、PS版で掲載されなかったモンスターのほとんどが掲載されるようになった。
「トクベツなモンスター」を除いた、通常モンスターを全てコンプするだけで、褒美のアイテムが手に入る。
カジノ
ラッキーパネルに関して、PS版で採用されていた延命パネルが廃止され、代わりに各武器・防具・道具またはゴールドなどのアイテムパネルとシャッフルパネルとチャンスパネルのみに仕様が変更された。
移民の町のカジノではダークパレス出現後ではアイテムが変わるように変更された。
PS版ではコスタールの景品は「はやぶさの剣」だったが、「しっぷうのレイピア」に変更された（景品交換の交換枚数も同一）。

#### キャラクターに関する追加・変更点
主人公
PS版の公式イラストでは小さなトカゲが手の上に乗っているが、3DS版では登場しない。
ガボ
移動・戦闘においても育て親のオオカミに乗って行動する。
メルビン
ストーリー石版では若い頃の彼を見ることが可能。一般兵士と同じ格好をしており、当時から上記の「俗な面」が見られた。さらに別のストーリー石版では、彼の復活に用いられる力が別の用途で一部使用されたため、封印された頃より弱体化していることが判明する。
アイラ
ストーリー石版では正式にキーファの子孫であることが判明した。剣技や踊りの才能に周囲からの期待を受けているが、本人は才能についてあまり意識していない。
踊り子と戦士の熟練度はあるが、無職の状態で仲間に加わる。
石版案内人
3DS版で初登場。主人公たちが行ける範囲内に石版があるかどうかや次にやるべきことを教えてくれる。
エリー
「お付きの兵のトラッドと森へ狩りに行った際に乗っていた馬が、目の前に飛び出してきたウサギに驚き、振り落とされた」との説明が追加された。
スイフー
PS版ではモンスター・オーガソルジャーの色違いで描かれていたが、3DS版ではオリジナルデザインで書き起こされた。
ネリス
3DS版で配信された公式ストーリー石板では神官たちの看病を受けても症状は変わらなかったが、フォズが神殿の奥に眠る闇の力を払ったことで活力を戻した。
フォズ
ストーリー石版では彼女に纏わるサイドストーリーをプレイすることができる。
ニコル
3DS版で初登場。魔王と神の決戦が行われるよりも幾分か前の時代に登場。ニコラの先祖で、「魔法のじゅうたん」の完成を目指している。メルビンとは親友であり、頻繁に地上に降りたりする間柄であった。
ティア
3DS版で初登場。シムに代わって移民の町を作る役目を負う女性。いつも木製の椅子に座っている。
エテポンゲ
期間限定でインターネット配信されていたトクベツな石版でボスとしてちしきのぼうしは被っていない状態で登場した。
デスマシーン
ボスの中で唯一モンスター職と心が存在するが、ストーリー上のボスであるため、3DS版ではモンスター職と心が存在するモンスターの中では唯一、すれちがい石版のボスにして心を入手することが不可能なモンスターとなっている。
グラコス
PS版では雑魚モンスターのグレイトマーマンと全く同じ外観だったが、3DS版では体色が緑色に変更された。
ボルンガ
PS版では雑魚モンスターのグレイトホーンと全く同じ外観だったが、3DS版では体色が灰色に変更された。
闇のドラゴン
PS版では雑魚モンスターのウィングドラゴンと全く同じ外観だったが、3DS版ではさらに禍々しい外観になっている。
闇の魔神
PS版では雑魚モンスターのランプのまおうと全く同じグラフィックだったが、3DS版ではやみのドラゴン同様、さらに禍々しいものになっている。
オルゴ・デミーラ
変身する際の演出が変更されており、過去での初対戦時は第1形態「人型」の口の中から第2形態「モンスター型」が抜け殻を飛び出すように現れる。
最終決戦では反対に第1形態「モンスター型」が第2形態「人型」を吐き出すというものになっており、続いて第3形態「ゾンビ人型」へは自らの身体を掻き毟るような動作の後に身体が膨張するように変身、最終形態「ゾンビモンスター型」には液状に溶けるようにモンスター状の姿へと移行する。

#### その他の変更点
- ゲーム冒頭の「なぞの神殿」における謎解きの大半がカットされた。代わりに別の場所にもう2箇所遺跡が追加され、そこで聖者の鎧、盾、兜、剣を取ってくるだけとなった。また、神殿の構造もかなり簡素化された。これにより、PS版ではなぞの神殿のロビーにあった冒険の書も3DS版では無くなり、記録ができなくなった。
- 石版レーダーやヒントなど、石版の取り逃しによる進行の遅滞防止が図られた。これにより、占いばあさん（PS版では現代のフォロッド地方のからくり兵団拠点跡にいる）に話しかける必要性はなくなった。
- 「せんれき」からこれまでの冒険のあらすじが読めるようになった。
- 戦闘で呪文・特技を選択した場合の下画面の表示が、DSリメイクシリーズでは「とくぎ→技の名前」だったものが、「技の名前→対象」に変更された。
- ハーメリアの大洪水による水没被害は降りしきる大雨によるものに変更された[注 10]。

#### アップデート
2013年4月24日に、Ver1.1にアップデートするための更新データが公開開始。メルビンやアイラがレベルアップで習得した上級職の特技が、本来習得元となっている上級職を辞めると消滅してしまう不具合などが修正された。

### スマートフォン版
2015年9月16日にAndroid版が、17日にiOS版が配信開始された。3DS版を元に移植された。

#### 3DS版からの主な変更点
- 縦画面とタッチ操作に最適化した画面構成・インターフェースを採用。
- エンカウント方式がシンボルエンカウントからランダムエンカウントに戻された。しかし3DS版で削除されたランダムエンカウントに関係する特技「しのびあし」は復活していない。
- オートセーブ機能を追加。
- 漢字のふりがなは表示されない（ルビなし固定）。
- すれちがい通信がインターネット接続に置き換わり、名称もすれちがい石版からインターネット石版に変更された。メニュー操作が一部改善されている。
- 石版の台座が「調べる」→「置く」をすると石版が自動的に設置されるようになった。

## 関連商品

### ガイドブック
PS版
- Vジャンプブックスゲームシリーズ ドラゴンクエストVII エデンの戦士たち （集英社、ISBN 978-4081080878）
- ドラゴンクエストVII エデンの戦士たち 公式ガイドブック 上巻 世界編 （エニックス、ISBN 978-4757503571）
- ドラゴンクエストVII エデンの戦士たち 公式ガイドブック 下巻 知識編 （エニックス、ISBN 978-4757503588）
  - 上記の2冊は2003年10月15日に再版されている。
- ドラゴンクエストVIIのあるきかた （エニックス、ISBN 978-4757504318）
- Vジャンプブックス ドラゴンクエストVII エデンの戦士たち 石版世界導きの書 （集英社、ISBN 978-4-08-779649-0）

3DS版
- ニンテンドー3DS版 ドラゴンクエストVII エデンの戦士たち 公式ガイドブック（スクウェア・エニックス、ISBN 978-4757538948）
- ニンテンドー3DS版 ドラゴンクエストVII エデンの戦士たち 公式ガイドブック 秘伝●最終編（スクウェア・エニックス、ISBN 978-4757539785）

### その他の書籍
- ドラゴンクエスト エデンの戦士たち（藤原カムイ著）- 『月刊少年ガンガン』で連載された。
- 小説 ドラゴンクエストVII-エデンの戦士たち-（エニックス刊、土門弘幸著）

### CD
†は廃盤。
- † 交響組曲「ドラゴンクエストVII」エデンの戦士たち+オリジナルサウンドトラック（SPEビジュアルワークス、SVWC-7052・3、2000年9月6日） - オーケストラ版とゲーム音源集。オーケストラ版はロンドン・フィルハーモニー管弦楽団演奏。
- † 「ドラゴンクエストVII」エデンの戦士たち オン・ピアノ（SPEビジュアルワークス、SVWC-7070、2000年12月20日）
- † 交響組曲「ドラゴンクエストVII」エデンの戦士たち（アニプレックス、SVWC-7403・4、2006年10月18日） - 東京都交響楽団演奏。『トゥーラの舞〜復活のいのり』を初収録。
- 交響組曲「ドラゴンクエストVII」エデンの戦士たち（キングレコード、KICC-6306・7、2009年8月5日） - 東京都交響楽団演奏。『トゥーラの舞〜復活のいのり』を初収録。
- 「ドラゴンクエストVII」エデンの戦士たち オリジナルサウンドトラック（キングレコード、KICA-1464、2009年10月7日） - ゲーム音源集。
- 交響組曲「ドラゴンクエストVII」エデンの戦士たち（キングレコード、KICC-6320、2009年10月7日） - ロンドン・フィルハーモニー管弦楽団演奏。
- 「ドラゴンクエストVII」エデンの戦士たち オン・ピアノ（キングレコード、KICC-6329、2009年10月7日）

## 動画・生配信・画像投稿に関するガイドライン
2021年3月19日改訂された。機種ごとに著作権表示が異なる。
- PlayStation版 『ドラゴンクエストVII エデンの戦士たち』動画・生配信・画像投稿に関するガイドライン[48]
- ニンテンドー3DS版 『ドラゴンクエストVII エデンの戦士たち』動画・生配信・画像投稿に関するガイドライン[49]
- スマートフォン版 『ドラゴンクエストVII エデンの戦士たち』動画・生配信・画像投稿に関するガイドライン[50]